# لوکاش زلنکا
لوکاش زلنکا (چکی: Lukáš Zelenka؛ زادهٔ ۵ اکتبر ۱۹۷۹) بازیکن فوتبال اهل جمهوری چک بود.
از باشگاه‌هایی که در آن بازی کرده‌است می‌توان به باشگاه فوتبال بوداپست هونود، باشگاه فوتبال اسپارتا پراگ، باشگاه فوتبال مانیسااسپور، باشگاه فوتبال وسترلو، و باشگاه فوتبال اندرلشت اشاره کرد.
وی همچنین در تیم‌های ملی فوتبال زیر ۲۱ سال جمهوری چک و جمهوری چک بازی کرده‌است.